# 勞勃·蕭
勞勃·蕭（Robert Shaw，1927年8月9日—1978年8月28日）是一位英國舞台劇、作家與電影演員，常演反派頭子，知名角色有戰爭片《坦克大決戰》中的年輕金髮英挺28歲德軍坦克上校，與電影《大白鯊》獵鯊從頭到尾纏鬥、卻在電影最後5分鐘被大白鯊吞噬的漁夫。

## 表演生涯
勞勃·蕭知名演出有：1963年電影「第七號情報員續集」飾演相當厲害的魔鬼黨特工，1965年電影「坦克大決戰」裡飾演年輕威風德軍上校，1965年電影「良相佐國」飾演年輕時的英國國王亨利八世，也因為這部電影提名奧斯卡最佳男配角獎。1969年電影「不列顛之戰」飾演在二戰期間一位冷酷無情而又不失風度的野兔中隊隊長。1974年電影「騎劫地下鐵」飾演一位搶劫車廂的退役軍官藍先生。1972年電影演年輕時邱吉爾首相。
而其中最為人熟悉的是在1975年由史匹柏執導的《大白鯊》。該片使他一時間知名度大增。

## 逝世
他於1978年於愛爾蘭遭遇突發性心臟病去世，享年51歲。

## 電影
- The Lavender Hill Mob(1951) (uncredited) - Chemist at Police Exhibition.
- 轟炸魯爾水壩記The Dam Busters(1954) - 飛官J. 普爾福德
- 第七號情報員續集 (1963) - Donald 'Red' Grant
- 哈姆雷特(1964) (TV movie) - 丹麥國王克勞迪斯
- 坦克大決戰 (1965) - 海斯勒上校
- 良相佐國 (A Man for All Seasons) (1966) - 亨利八世
- 卡士達將軍 (Custer of the West) (1967) - 卡士達
- 不列顛之戰 Battle of britain(1969)-野兔中隊隊長
- The Royal Hunt of the Sun (1969)- 皮薩羅
- 年輕邱吉爾 Young Winston (1972) - 藍道夫·邱吉爾勳爵
- 刺激 (電影)(The Sting)(1973) - Doyle Lonnegan
- 騎劫地下鐵（The taking of Pelham one two three）(1974)-藍先生
- 大白鯊 (1975) - 漁夫昆特
- 羅賓漢與瑪麗安 (1976) - 諾丁漢
- 六壯士續集Force 10 from Navarone (film)|Force 10 from Navarone (1978) - Major Keith Mallory
- 雪崩快車（Avalanche Express） (1979) - General Marenkov
- 黑色星期日（Black Sunday）
- 智取鑽石庫（Diamonds）
- 深深深（The Deep）

## 文學作品
- 藏身之處 - The Hiding Place (1960)
- 太陽醫生 - The Sun Doctor  (1962) ※獲得霍索恩登獎
- 旗 - The Flag (1965)
- 無望的狀況...但不嚴重 - Situation Hopeless... But Not Serious (1965年電影劇本，改編自The Hiding Place)
- 在玻璃展台的男人 - The Man in the Glass Booth (1967)
- 從摩洛哥來的一張卡 - A Card from Morocco (1969)
- 卡托街 - Cato Street (1971年舞台劇本)

## 相關聯結
- 勞勃·蕭在互联网电影资料库（IMDb）上的資料（英文）
- Overview of Robert Shaw （页面存档备份，存于）
- More Photos （页面存档备份，存于）
- Ian Shaw （页面存档备份，存于）